# Niphona crampeli
Niphona crampeli är en skalbaggsart som beskrevs av Stefan von Breuning 1961. Niphona crampeli ingår i släktet Niphona och familjen långhorningar. Inga underarter finns listade i Catalogue of Life.